# أميرة القوة (ألبوم موسيقي)
أميرة القوة (بالإنجليزية: Princess of Power) هو سادس ألبوم موسيقي للمغنية الويليزية مارينا الذي صدر في 6 يونيو 2025 عن شركة التسجيلات بي.أم.جي BMG. وقد كتبت مارينا كل أغاني الألبوم وشاركت في إنتاجه مع المنتج الأمريكي سي جي باران.

## نظرة على الألبوم
قوبل الألبوم عند إصداره بتقييمات إيجابية من النقاد الموسيقيين. يمثل ألبوم ”أميرة القوة“ أول ألبوم تصدره مارينا بنفسها منذ ألبومها الثالث الممتد ”فروت“ (2015)، بعد انفصالها عن شركة أتلانتيك ريكوردز بعد ألبومها الخامس'”إنشنت دريمز إن مودرن-لاند“(2021).
على الصعيد التجاري، احتل الألبوم المرتبة السابعة على قائمة ألبومات المملكة المتحدة، بينما وصل إلى المراكز العشرين الأولى في النمسا وألمانيا وهولندا وسويسرا.
دعمت ثلاث أغنيات فردية أغنية ”أميرة القوة“ قبل إصدارها، وجميعها مصحوبة بفيديوهات موسيقية: كانت أغنية ”Butterfly“ هي الأغنية المنفردة الرئيسية، تليها أغنية ”Cupid's Girl“ و”Cuntissimo“. كما حصلت أغنية ”I <3 You“ على فيديو كليب تزامن مع إصدار الألبوم. ولمواصلة الترويج للألبوم، ستبدأ مارينا جولتها الموسيقية السادسة التي تحمل نفس الاسم.

## الأداء التجاري
ظهر ”أميرة القوة“ لأول مرة في المرتبة السابعة على قائمة ألبوماتها في المملكة المتحدة، وهو أعلى بكثير من ألبومها السابق الذي بلغ ذروته في المرتبة السابعة عشر. وقد حقق نجاحًا معتدلًا في جميع أنحاء أوروبا، حيث وصل إلى المراكز العشرين الأولى في النمسا وألمانيا وسويسرا. أما في الولايات المتحدة، فقد ظهر الألبوم لأول مرة في المرتبة الثانية والأربعين على قائمة بيلبورد 200، حيث بلغ عدد مبيعات الألبوم 10,000 ألبوماً صافٍ.

## قائمة أغانِ الألبوم
| الترتيب               | عنوان الأغنية             | الكاتب               | المنتج               | المدة |
| --------------------- | ------------------------- | -------------------- | -------------------- | ----- |
| 1                     | "Princess of Power"       | مارينا / سي جي باران | سي جي باران          | 4:09  |
| 2                     | "Butterfly"               | مارينا               | مارينا / سي جي باران | 4:25  |
| 3                     | "Cuntissimo"              | مارينا               | مارينا / سي جي باران | 4:00  |
| 4                     | "Rollercoaster"           | مارينا               | مارينا / سي جي باران | 3:03  |
| 5                     | "Cupid's Girl"            | مارينا / سي جي باران | مارينا / سي جي باران | 3:28  |
| 6                     | "Metallic Stallion"       | مارينا / سي جي باران | مارينا / سي جي باران | 4:15  |
| 7                     | "Je ne sais quoi"         | مارينا / سي جي باران | سي جي باران          | 3:33  |
| 8                     | "Digital Fantasy"         | مارينا / سي جي باران | مارينا / سي جي باران | 3:19  |
| 9                     | "Everybody Knows I'm Sad" | مارينا               | مارينا / سي جي باران | 4:07  |
| 10                    | "Hello Kitty"             | مارينا / سي جي باران | سي جي باران          | 3:30  |
| 11                    | "I <3 You"                | مارينا / سي جي باران | سي جي باران          | 3:36  |
| 12                    | "Adult Girl"              | مارينا / سي جي باران | مارينا / سي جي باران | 3:04  |
| 13                    | "Final Boss"              | مارينا / سي جي باران | مارينا / سي جي باران | 3:10  |
| المدة الإجمالية 47:39 |                           |                      |                      |       |

## الفيديوهات الموسيقية
| الأغنية    | تاريخ رفع الفيديو | رابط المشاهدة على يوتيوب | المخرج           |
| ---------- | ----------------- | ------------------------ | ---------------- |
| Butterfly  | 21 فبراير 2025    | رابط                     | أيرين مورينو     |
| Cuntissimo | 11 أبريل 2025     | رابط                     | أوليفيا دي كامبس |
| I ﹤3 YOU  | 6 يونيو 2025      | رابط                     | أوليفيا دي كامبس |

## قائمة المراجع
1. ↑  "MARINA details forthcoming album, PRINCESS OF POWER". The Line of Best Fit (بالإنجليزية الأمريكية). Archived from the original on 2025-04-29. Retrieved 2025-06-30.
2. ↑  Méndez, Chris Malone. "Marina Shows She's The 'Princess Of Power' On New Album". Forbes (بالإنجليزية). Archived from the original on 2025-06-08. Retrieved 2025-06-30.
3. ↑  "https://music.apple.com/album/princess-of-power/1807308262". music.apple.com (بالإنجليزية). Archived from the original on 2025-06-21. Retrieved 2025-06-30. {{استشهاد ويب}}: روابط خارجية في |عنوان= (help)
4. ↑  Smith, Thomas (13 Jun 2025). "Pulp Score First U.K. No. 1 in 27 Years with Reunion LP 'More'". Billboard (بالإنجليزية الأمريكية). Archived from the original on 2025-06-21. Retrieved 2025-06-30.
5. ↑  Caulfield, Keith (18 Jun 2025). "ENHYPEN Earns Its Third No. 1 on Top Album Sales Chart With 'DESIRE : UNLEASH'". Billboard (بالإنجليزية الأمريكية). Archived from the original on 2025-06-20. Retrieved 2025-06-30.
6. ↑  "PRINCESS OF POWER by MARINA". Genius (بالإنجليزية). Archived from the original on 2025-06-26. Retrieved 2025-06-30.
7. ↑  "Marina Serves Transformative Looks in Her "Butterfly" Music Video". Cosmopolitan (بالإنجليزية الأمريكية). 21 Feb 2025. Archived from the original on 2025-06-21. Retrieved 2025-06-30.
8. ↑  Rivieccio, Genna (11 Apr 2025). "MARINA Brings Back Her Alter Ego Method on "Cuntissimo"". Culled Culture (بالإنجليزية الأمريكية). Archived from the original on 2025-04-21. Retrieved 2025-06-30.
9. ↑  Rivieccio, Genna (7 Jun 2025). "MARINA's "I". Culled Culture (بالإنجليزية الأمريكية). Archived from the original on 2025-07-06. Retrieved 2025-06-30.

## وصلات خارجية
- أميرة القوة على موقع أول ميوزيك (الإنجليزية)
- أميرة القوة على قاعدة بيانات ديسكوغز (الإنجليزية)
- أميرة القوة على موقع جينيس (الإنجليزية)